# Rocks Off
Rocks Off – piąty album studyjny zespołu Chelsea wydany w listopadzie 1986 przez wytwórnię Jungle Records. Materiał nagrano w londyńskim studiu "Cherry".

## Lista utworów
1. "Fool's Paradise" – 5:43
2. "Revolution No. 9" – 2:51
3. "Hard-Upp Baby" – 3:24
4. "Memory Fades" – 3:38
5. "Give Me More" – 3:48
6. "Inside Out" – 3:26
7. "You and Me" – 3:48
8. "Street Fighting Man" – 3:05
9. "Little Princess" – 3:53
10. "Side Winder" – 3:09

## Skład
- Gene October – śpiew
- Jonnie Dee – gitara, dalszy wokal
- Phoenix – gitara
- Pete Dimmock – gitara basowa
- Mark Rathbone – perkusja
- Willy (Grip) – instr. klawiszowe, gitara akustyczna
- Neil McDonald – skrzypce

produkcja
- Dave Goodman – producent